# 록스타 (음료)

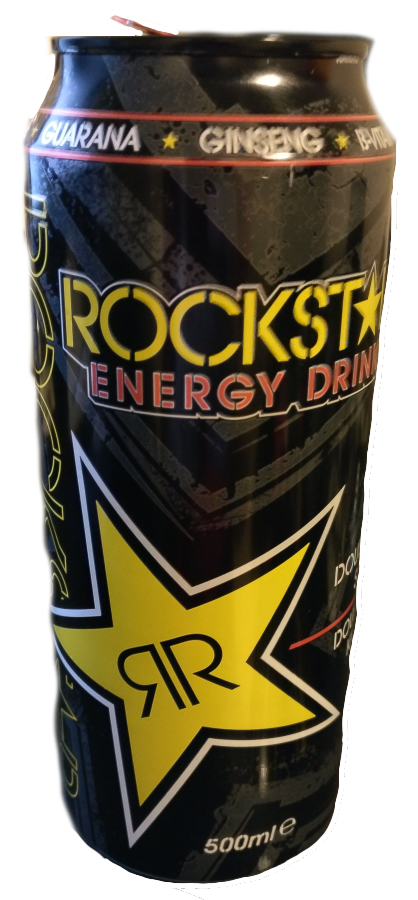

록스타(ROCKST★R)는 2001년부터 미국에서 개발 · 판매되고 있는 에너지 드링크이다. 현재 유럽, 일본, 중동, 오세아니아 등에서도 판매되고 있다. 모처인 록스타에너지드링크는 1998년 러셀 위너가 창립하였다.